# Helena Takalo
Anni Helena Takalo (Nivala, 28 ottobre 1947) è un'ex fondista finlandese.
Il suo nome da nubile è Anni Helena Kivioja.

## Palmarès

### Olimpiadi invernali
- Oro a Innsbruck 1976 nei 5 km
- Argento a Sapporo 1972 nella staffetta 3×5 km
- Argento a Innsbruck 1976 nei 10 km
- Argento a Innsbruck 1976 nella staffetta 4×5 km
- Bronzo a Lake Placid 1980 nei 10 km

### Mondiali
- Oro a Lahti 1978 nei 5 km
- Oro a Lahti 1978 nella staffetta 4×5 km
- Bronzo a Vysoké Tatry 1970 nella staffetta 3×5 km
- Bronzo a Falun 1974 nei 10 km
- Bronzo a Lahti 1978 nei 20 km